# Pontinus tentacularis
Pontinus tentacularis és una espècie de peix pertanyent a la família dels escorpènids.

## Hàbitat
És un peix marí, demersal i de clima tropical que viu entre 170-600 m de fondària.

## Distribució geogràfica
Es troba des de la Reunió i Maurici fins a les Filipines.

## Observacions
És inofensiu per als humans.